# 古田駅
古田駅（ふるたえき）は、かつて栃木県田原村（現・宇都宮市古田町）の日本鉄道本線南区（現・東日本旅客鉄道東北本線（宇都宮線））上に存在した駅である。

## 駅概要
1891年9月1日、宇都宮駅と長久保駅間に開業した。しかし当時、宇都宮駅～矢板駅間は鬼怒川の氾濫で不通になることが多かったため、日本鉄道本線南区は1897年2月25日に宇都宮駅～現在の蒲須坂駅付近のルート変更を行なった（現在の東北本線のルート）。それにより、1897年2月24日までの運行をもって廃止になった。

## 沿革
- 1891年（明治24年）9月1日 - 開業
- 1897年（明治30年）2月25日 - 廃止

## 隣の駅
廃止当時
宇都宮駅 - 古田駅 - 長久保駅
長久保駅も1897年2月25日に古田駅と同時に廃止